# جورج ووترفيلد
جورج سميث ووترفيلد (بالإنجليزية: George Smith Waterfield)‏ (2 يونيو 1901 – 1988) هو مدافع كرة قدم إنجليزي راحل.

## وصلات خارجية
جورج ووترفيلد على موقع قاعدة بيانات كرة القدم.إي يو (الإنجليزية)
- جورج ووترفيلد على موقع ناشيونال فوتبول تيمز (الإنجليزية)